# Is It Over Now?
Singles de Taylor Swift
"Slut!"
(2023) You're Losing Me
(2023)
Is It Over Now? est une chanson de l'auteure-compositrice-interprète américaine Taylor Swift. Elle fait partie des cinq titres inédits ajoutés à 1989 (Taylor's Version), le ré-enregistrement de son cinquième album studio 1989.
La chanson se classe numéro un dans plusieurs pays, dont les États-Unis et le Royaume-Uni.

## Classements hebdomadaires
| Classement (2023-2024)                 | Meilleure position |
| -------------------------------------- | ------------------ |
| Allemagne (GfK Entertainment)          | 51                 |
| Australie (ARIA)                       | 1                  |
| Autriche (Ö3 Austria Top 40)           | 18                 |
| Belgique (Billboard)                   | 21                 |
| Brésil (Billboard)                     | 71                 |
| Canada (Hot 100)                       | 1                  |
| Canada (AC)                            | 3                  |
| Canada (All-Format Airplay)            | 3                  |
| Canada (CHR/Top 40)                    | 3                  |
| Canada (Hot AC)                        | 4                  |
| Croatie (Billboard)                    | 16                 |
| Danemark (Tracklisten)                 | 27                 |
| Émirats arabes unis (IFPI)             | 10                 |
| Espagne (PROMUSICAE)                   | 73                 |
| Estonie (TopHit)                       | 1                  |
| États-Unis (Hot 100)                   | 1                  |
| États-Unis (Adult Contemporary)        | 13                 |
| États-Unis (Adult Pop Songs)           | 1                  |
| États-Unis (Dance/Mix Show Airplay)    | 17                 |
| États-Unis (Digital Songs)             | 7                  |
| États-Unis (Pop Airplay)               | 1                  |
| États-Unis (Radio Songs)               | 3                  |
| États-Unis (Streaming Songs)           | 1                  |
| Finlande (Radiosoitto)                 | 19                 |
| France (SNEP)                          | 129                |
| Global 200 (Billboard)                 | 1                  |
| Global Excl. US (Billboard)            | 1                  |
| Grèce (IFPI Grèce)                     | 6                  |
| Hongrie (Single Top 40)                | 38                 |
| Inde (IMI (en))                        | 17                 |
| Irlande (Irish Singles Chart)          | 2                  |
| Islande (Plötutíðindi)                 | 24                 |
| Italie (FIMI)                          | 93                 |
| Japon (Hot Overseas)                   | 19                 |
| Lettonie (LAIPA (en))                  | 7                  |
| Liban (The Official Lebanese Top 20)   | 10                 |
| Lituanie (AGATA)                       | 20                 |
| Luxembourg (Billboard)                 | 21                 |
| Malaisie (Billboard)                   | 18                 |
| MENA (IFPI)                            | 13                 |
| Nigeria (TurnTable Top 100 Songs (en)) | 53                 |
| Norvège (VG-lista)                     | 11                 |
| Nouvelle-Zélande (RMNZ)                | 1                  |
| Pays-Bas (Single Top 100)              | 23                 |
| Philippines (Billboard)                | 6                  |
| Pologne (Streaming Top 100)            | 17                 |
| Portugal (AFP)                         | 16                 |
| Royaume-Uni (UK Singles Chart)         | 1                  |
| Singapour (RIAS (en))                  | 4                  |
| Slovaquie (IFPI Rádio Top 100)         | 12                 |
| Slovaquie (IFPI Singles Digital)       | 38                 |
| Suède (Sverigetopplistan)              | 15                 |
| Suisse (Schweizer Hitparade)           | 37                 |
| Tchéquie (IFPI Singles Digital)        | 43                 |
| Viêt Nam (Billboard)                   | 48                 |